# Castelo de Vide
Castelo de Vide is een plaats en gemeente in het Portugese district Portalegre.
De gemeente heeft een totale oppervlakte van 266 km² en telde 3872 inwoners in 2001.

## Plaatsen in de gemeente
- Nossa Senhora da Graça de Póvoa e Meadas
- Santa Maria da Devesa (Castelo de Vide)
- Santiago Maior (Castelo de Vide)
- São João Baptista (Castelo de Vide)

## Afbeeldingen

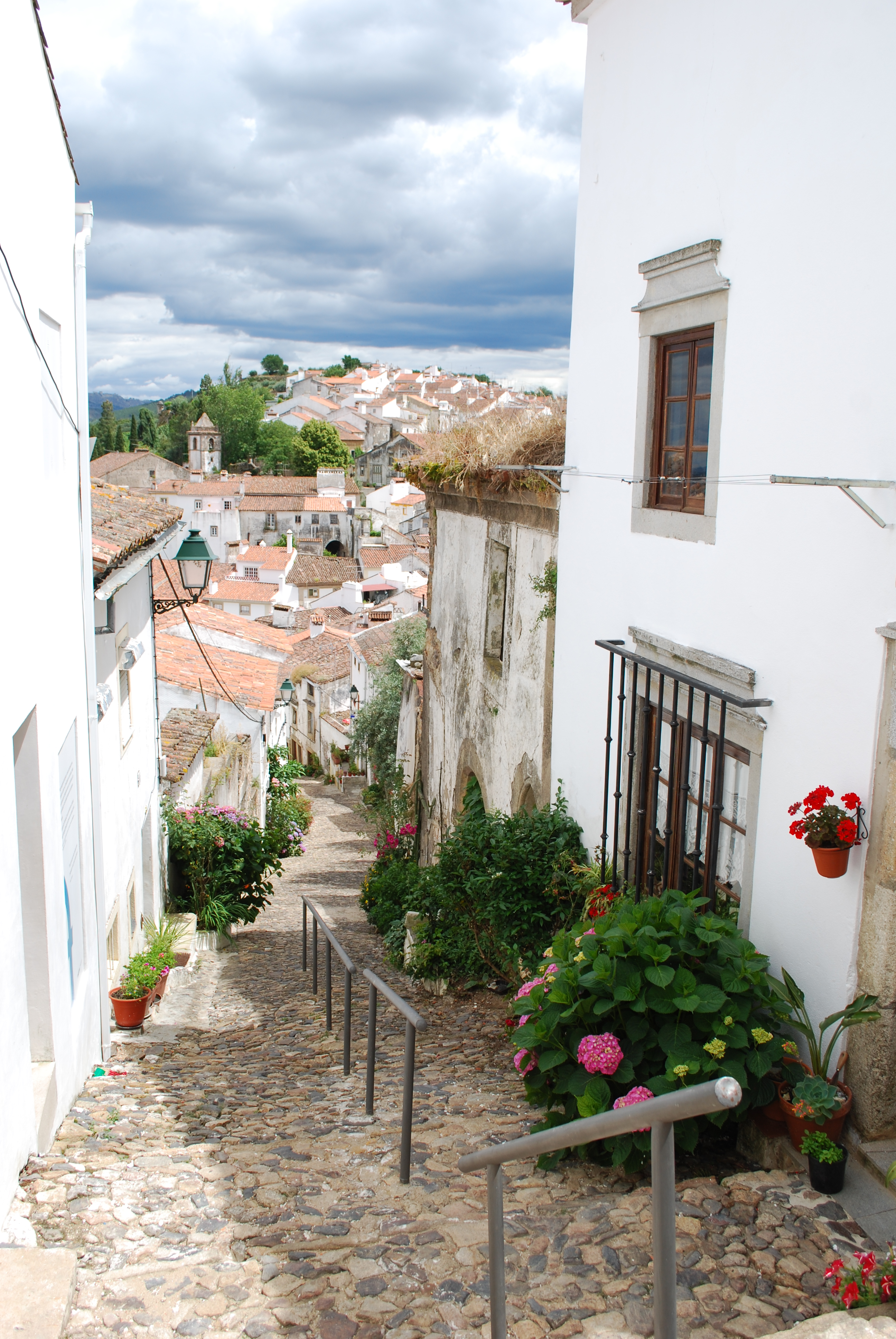
Joodse wijk in Castelo de Vide (2011)
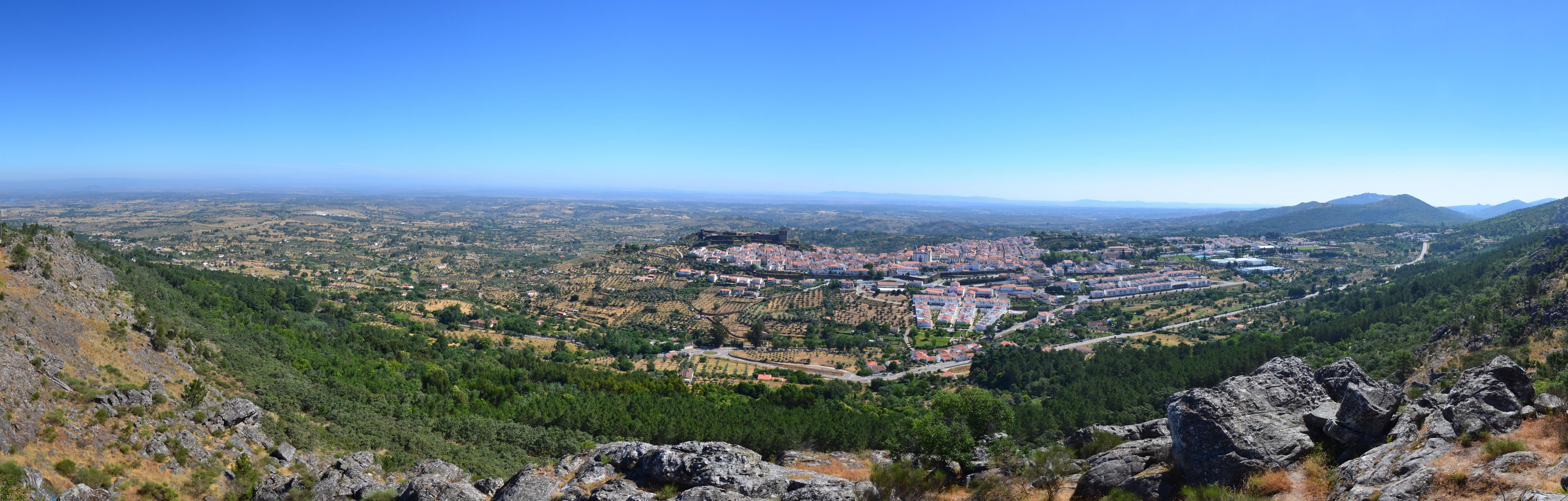
Panorama van Castelo de Vide